# Boethella darlingi
Boethella darlingi là một loài tò vò trong họ Ichneumonidae.